# 아리아나 그란데: 익스큐즈 미, 아이 러브 유
《아리아나 그란데: 익스큐즈 미, 아이 러브 유》(영어: Ariana Grande: Excuse Me, I Love You)는 2020년 넷플릭스에서 공개 미국의 다큐멘터리 영화다.

## 출연진
- 아리아나 그란데